# 8 uur van Bahrein 2023
De 8 uur van Bahrein 2023 was de zevende en laatste race van het FIA World Endurance Championship-seizoen 2023. De race werd verreden op 4 november 2023 op het Bahrain International Circuit nabij Sakhir, Bahrein. Het is tevens de laatste race van de LMGTE-klasse, en de laatste WEC-race waar LMP2-auto's als vaste deelnemers meededen.
De race werd gewonnen door de Toyota Gazoo Racing #8 van Sébastien Buemi, Brendon Hartley en Ryō Hirakawa. De LMP2-klasse werd gewonnen door de Team WRT #41 van Rui Andrade, Louis Delétraz en Robert Kubica. De LMGTE Am-klasse werd gewonnen door de Iron Dames #85 van Sarah Bovy, Rahel Frey en Michelle Gatting.

## Inschrijvingen
Er waren 36 auto's ingeschreven voor de race, bestaande uit twaalf in de Hypercar-klasse, elf in de LMP2-klasse en dertien in de LMGTE Am-klasse. In de Hypercar-klasse keerde Nico Müller na een sleutelbeenblessure terug in de #94 Peugeot TotalEnergies in de plaats van Stoffel Vandoorne. In de #4 Floyd Vanwall Racing Team werd João Paulo de Oliveira vervangen door Ryan Briscoe.
In de LMP2-klasse keerde Mirko Bortolotti terug in de #63 Prema Racing in plaats van Andrea Caldarelli na een race in de DTM. In de #23 United Autosports keerde Tom Blomqvist terug in plaats van Ben Hanley.
In de LMGTE Am-klasse reed Franck Dezoteux in plaats van Hiroshi Koizumi in de #21 AF Corse. In de #57 Kessel Racing vonden twee rijderswissels plaats: Daniel Serra keerde na twee races terug, terwijl Esteban Masson zijn debuut maakte. Zij vervingen Ritomo Miyata en Scott Huffaker. In de #777 D'Station Racing werd Satoshi Hoshino vervangen door Liam Talbot.

## Kwalificatie
Tijden vetgedrukt betekent de snelste tijd in die klasse.
| Pos. | Klasse   | No. | Team                      | Tijd     | Grid |
| ---- | -------- | --- | ------------------------- | -------- | ---- |
| 1    | Hypercar | 8   | Toyota Gazoo Racing       | 1:46.564 | 1    |
| 2    | Hypercar | 7   | Toyota Gazoo Racing       | 1:47.053 | 2    |
| 3    | Hypercar | 2   | Cadillac Racing           | 1:47.265 | 3    |
| 4    | Hypercar | 6   | Porsche Penske Motorsport | 1:47.712 | 4    |
| 5    | Hypercar | 50  | Ferrari – AF Corse        | 1:47.739 | 5    |
| 6    | Hypercar | 51  | Ferrari – AF Corse        | 1:47.828 | 6    |
| 7    | Hypercar | 5   | Porsche Penske Motorsport | 1:47.946 | 7    |
| 8    | Hypercar | 99  | Proton Competition        | 1:47.964 | 8    |
| 9    | Hypercar | 38  | Hertz Team Jota           | 1:48.555 | 9    |
| 10   | Hypercar | 93  | Peugeot TotalEnergies     | 1:48.987 | 10   |
| 11   | Hypercar | 94  | Peugeot TotalEnergies     | 1:49.502 | 11   |
| 12   | Hypercar | 4   | Floyd Vanwall Racing Team | 1:50.682 | 12   |
| 13   | LMP2     | 23  | United Autosports         | 1:52.290 | 13   |
| 14   | LMP2     | 36  | Alpine Elf Team           | 1:52.561 | 14   |
| 15   | LMP2     | 31  | Team WRT                  | 1:52.898 | 15   |
| 16   | LMP2     | 10  | Vector Sport              | 1:52.903 | 16   |
| 17   | LMP2     | 22  | United Autosports         | 1:52.992 | 17   |
| 18   | LMP2     | 9   | Prema Racing              | 1:53.033 | 18   |
| 19   | LMP2     | 34  | Inter Europol Competition | 1:53.086 | 19   |
| 20   | LMP2     | 63  | Prema Racing              | 1:53.191 | 20   |
| 21   | LMP2     | 28  | Jota                      | 1:53.320 | 21   |
| 22   | LMP2     | 41  | Team WRT                  | 1:53.580 | 22   |
| 23   | LMP2     | 35  | Alpine Elf Team           | 1:54.023 | 23   |
| 24   | LMGTE Am | 85  | Iron Dames                | 1:58.692 | 24   |
| 25   | LMGTE Am | 777 | D'Station Racing          | 1:58.982 | 25   |
| 26   | LMGTE Am | 25  | ORT by TF                 | 1:59.161 | 26   |
| 27   | LMGTE Am | 57  | Kessel Racing             | 1:59.162 | 27   |
| 28   | LMGTE Am | 33  | Corvette Racing           | 1:59.412 | 28   |
| 29   | LMGTE Am | 98  | NorthWest AMR             | 1:59.683 | 29   |
| 30   | LMGTE Am | 54  | AF Corse                  | 1:59.761 | 30   |
| 31   | LMGTE Am | 77  | Dempsey-Proton Racing     | 2:00.063 | 31   |
| 32   | LMGTE Am | 83  | Richard Mille AF Corse    | 2:00.279 | 32   |
| 33   | LMGTE Am | 56  | Project 1 – AO            | 2:00.446 | 33   |
| 34   | LMGTE Am | 86  | GR Racing                 | 2:01.275 | 34   |
| 35   | LMGTE Am | 60  | Iron Lynx                 | 2:01.547 | 35   |
| 36   | LMGTE Am | 21  | AF Corse                  | 2:02.646 | 36   |

## Uitslag
Winnaars in hun klasse zijn vetgedrukt; Hypercar is rood, LMP2 is blauw en LMGTE Am is oranje.
| Pos. | Klasse   | No. | Team                      | Coureurs                                                    | Chassis                          | Banden | Ronden | Tijd/Reden       |
| Pos. | Klasse   | No. | Team                      | Coureurs                                                    | Motor                            | Banden | Ronden | Tijd/Reden       |
| ---- | -------- | --- | ------------------------- | ----------------------------------------------------------- | -------------------------------- | ------ | ------ | ---------------- |
| 1    | Hypercar | 8   | Toyota Gazoo Racing       | Sébastien Buemi Brendon Hartley Ryō Hirakawa                | Toyota GR010 Hybrid              | M      | 249    | 8:01:25.308      |
| 1    | Hypercar | 8   | Toyota Gazoo Racing       | Sébastien Buemi Brendon Hartley Ryō Hirakawa                | Toyota 3.5 L Turbo V6            | M      | 249    | 8:01:25.308      |
| 2    | Hypercar | 7   | Toyota Gazoo Racing       | Mike Conway Kamui Kobayashi José María López                | Toyota GR010 Hybrid              | M      | 249    | +47.516          |
| 2    | Hypercar | 7   | Toyota Gazoo Racing       | Mike Conway Kamui Kobayashi José María López                | Toyota 3.5 L Turbo V6            | M      | 249    | +47.516          |
| 3    | Hypercar | 50  | Ferrari AF Corse          | Antonio Fuoco Miguel Molina Nicklas Nielsen                 | Ferrari 499P                     | M      | 249    | +1:36.286        |
| 3    | Hypercar | 50  | Ferrari AF Corse          | Antonio Fuoco Miguel Molina Nicklas Nielsen                 | Ferrari F163 3.0 L Turbo V6      | M      | 249    | +1:36.286        |
| 4    | Hypercar | 38  | Hertz Team Jota           | António Félix da Costa Will Stevens Ye Yifei                | Porsche 963                      | M      | 249    | +1:37.248        |
| 4    | Hypercar | 38  | Hertz Team Jota           | António Félix da Costa Will Stevens Ye Yifei                | Porsche 9RD 4.6 L Turbo V8       | M      | 249    | +1:37.248        |
| 5    | Hypercar | 6   | Porsche Penske Motorsport | Kévin Estre André Lotterer Laurens Vanthoor                 | Porsche 963                      | M      | 248    | +1 ronde         |
| 5    | Hypercar | 6   | Porsche Penske Motorsport | Kévin Estre André Lotterer Laurens Vanthoor                 | Porsche 9RD 4.6 L Turbo V8       | M      | 248    | +1 ronde         |
| 6    | Hypercar | 51  | Ferrari AF Corse          | James Calado Antonio Giovinazzi Alessandro Pier Guidi       | Ferrari 499P                     | M      | 248    | +1 ronde         |
| 6    | Hypercar | 51  | Ferrari AF Corse          | James Calado Antonio Giovinazzi Alessandro Pier Guidi       | Ferrari F163 3.0 L Turbo V6      | M      | 248    | +1 ronde         |
| 7    | Hypercar | 5   | Porsche Penske Motorsport | Dane Cameron Michael Christensen Frédéric Makowiecki        | Porsche 963                      | M      | 247    | +2 ronden        |
| 7    | Hypercar | 5   | Porsche Penske Motorsport | Dane Cameron Michael Christensen Frédéric Makowiecki        | Porsche 9RD 4.6 L Turbo V8       | M      | 247    | +2 ronden        |
| 8    | Hypercar | 94  | Peugeot TotalEnergies     | Loïc Duval Gustavo Menezes Stoffel Vandoorne                | Peugeot 9X8                      | M      | 247    | +2 ronden        |
| 8    | Hypercar | 94  | Peugeot TotalEnergies     | Loïc Duval Gustavo Menezes Stoffel Vandoorne                | Peugeot X6H 2.6 L Turbo V6       | M      | 247    | +2 ronden        |
| 9    | Hypercar | 93  | Peugeot TotalEnergies     | Paul di Resta Mikkel Jensen Jean-Éric Vergne                | Peugeot 9X8                      | M      | 247    | +2 ronden        |
| 9    | Hypercar | 93  | Peugeot TotalEnergies     | Paul di Resta Mikkel Jensen Jean-Éric Vergne                | Peugeot X6H 2.6 L Turbo V6       | M      | 247    | +2 ronden        |
| 10   | Hypercar | 99  | Proton Competition        | Gianmaria Bruni Neel Jani Harry Tincknell                   | Porsche 963                      | M      | 247    | +2 ronden        |
| 10   | Hypercar | 99  | Proton Competition        | Gianmaria Bruni Neel Jani Harry Tincknell                   | Porsche 9RD 4.6 L Turbo V8       | M      | 247    | +2 ronden        |
| 11   | Hypercar | 2   | Cadillac Racing           | Earl Bamber Alex Lynn Richard Westbrook                     | Cadillac V-Series.R              | M      | 246    | +3 ronden        |
| 11   | Hypercar | 2   | Cadillac Racing           | Earl Bamber Alex Lynn Richard Westbrook                     | Cadillac LMC55R 5.5 L V8         | M      | 246    | +3 ronden        |
| 12   | LMP2     | 41  | Team WRT                  | Rui Andrade Louis Delétraz Robert Kubica                    | Oreca 07                         | G      | 238    | +11 ronden       |
| 12   | LMP2     | 41  | Team WRT                  | Rui Andrade Louis Delétraz Robert Kubica                    | Gibson GK428 4.2 L V8            | G      | 238    | +11 ronden       |
| 13   | LMP2     | 31  | Team WRT                  | Robin Frijns Sean Gelael Ferdinand Habsburg                 | Oreca 07                         | G      | 238    | +11 ronden       |
| 13   | LMP2     | 31  | Team WRT                  | Robin Frijns Sean Gelael Ferdinand Habsburg                 | Gibson GK428 4.2 L V8            | G      | 238    | +11 ronden       |
| 14   | LMP2     | 28  | Jota                      | Pietro Fittipaldi David Heinemeier Hansson Oliver Rasmussen | Oreca 07                         | G      | 238    | +11 ronden       |
| 14   | LMP2     | 28  | Jota                      | Pietro Fittipaldi David Heinemeier Hansson Oliver Rasmussen | Gibson GK428 4.2 L V8            | G      | 238    | +11 ronden       |
| 15   | LMP2     | 9   | Prema Racing              | Juan Manuel Correa Filip Ugran Bent Viscaal                 | Oreca 07                         | G      | 238    | +11 ronden       |
| 15   | LMP2     | 9   | Prema Racing              | Juan Manuel Correa Filip Ugran Bent Viscaal                 | Gibson GK428 4.2 L V8            | G      | 238    | +11 ronden       |
| 16   | LMP2     | 63  | Prema Racing              | Mirko Bortolotti Daniil Kvjat Doriane Pin                   | Oreca 07                         | G      | 237    | +12 ronden       |
| 16   | LMP2     | 63  | Prema Racing              | Mirko Bortolotti Daniil Kvjat Doriane Pin                   | Gibson GK428 4.2 L V8            | G      | 237    | +12 ronden       |
| 17   | LMP2     | 34  | Inter Europol Competition | Albert Costa Fabio Scherer Jakub Śmiechowski                | Oreca 07                         | G      | 237    | +12 ronden       |
| 17   | LMP2     | 34  | Inter Europol Competition | Albert Costa Fabio Scherer Jakub Śmiechowski                | Gibson GK428 4.2 L V8            | G      | 237    | +12 ronden       |
| 18   | LMP2     | 36  | Alpine Elf Team           | Julien Canal Charles Milesi Matthieu Vaxivière              | Oreca 07                         | G      | 237    | +12 ronden       |
| 18   | LMP2     | 36  | Alpine Elf Team           | Julien Canal Charles Milesi Matthieu Vaxivière              | Gibson GK428 4.2 L V8            | G      | 237    | +12 ronden       |
| 19   | LMP2     | 23  | United Autosports         | Tom Blomqvist Oliver Jarvis Josh Pierson                    | Oreca 07                         | G      | 237    | +12 ronden       |
| 19   | LMP2     | 23  | United Autosports         | Tom Blomqvist Oliver Jarvis Josh Pierson                    | Gibson GK428 4.2 L V8            | G      | 237    | +12 ronden       |
| 20   | LMP2     | 22  | United Autosports         | Filipe Albuquerque Philip Hanson Frederick Lubin            | Oreca 07                         | G      | 237    | +12 ronden       |
| 20   | LMP2     | 22  | United Autosports         | Filipe Albuquerque Philip Hanson Frederick Lubin            | Gibson GK428 4.2 L V8            | G      | 237    | +12 ronden       |
| 21   | LMP2     | 35  | Alpine Elf Team           | Olli Caldwell André Negrão Memo Rojas                       | Oreca 07                         | G      | 236    | +13 ronden       |
| 21   | LMP2     | 35  | Alpine Elf Team           | Olli Caldwell André Negrão Memo Rojas                       | Gibson GK428 4.2 L V8            | G      | 236    | +13 ronden       |
| 22   | LMGTE Am | 85  | Iron Dames                | Sarah Bovy Rahel Frey Michelle Gatting                      | Porsche 911 RSR-19               | M      | 232    | +17 ronden       |
| 22   | LMGTE Am | 85  | Iron Dames                | Sarah Bovy Rahel Frey Michelle Gatting                      | Porsche M97/80 4.2 L Flat-6      | M      | 232    | +17 ronden       |
| 23   | LMGTE Am | 777 | D'Station Racing          | Tomonobu Fujii Casper Stevenson Liam Talbot                 | Aston Martin Vantage AMR         | M      | 232    | +17 ronden       |
| 23   | LMGTE Am | 777 | D'Station Racing          | Tomonobu Fujii Casper Stevenson Liam Talbot                 | Aston Martin M177 4.0 L Turbo V8 | M      | 232    | +17 ronden       |
| 24   | LMGTE Am | 98  | NorthWest AMR             | Ian James Daniel Mancinelli Alex Riberas                    | Aston Martin Vantage AMR         | M      | 232    | +17 ronden       |
| 24   | LMGTE Am | 98  | NorthWest AMR             | Ian James Daniel Mancinelli Alex Riberas                    | Aston Martin M177 4.0 L Turbo V8 | M      | 232    | +17 ronden       |
| 25   | LMGTE Am | 54  | AF Corse                  | Francesco Castellacci Thomas Flohr Davide Rigon             | Ferrari 488 GTE Evo              | M      | 232    | +17 ronden       |
| 25   | LMGTE Am | 54  | AF Corse                  | Francesco Castellacci Thomas Flohr Davide Rigon             | Ferrari F154CB 3.9 L Turbo V8    | M      | 232    | +17 ronden       |
| 26   | LMGTE Am | 57  | Kessel Racing             | Takeshi Kimura Esteban Masson Daniel Serra                  | Ferrari 488 GTE Evo              | M      | 232    | +17 ronden       |
| 26   | LMGTE Am | 57  | Kessel Racing             | Takeshi Kimura Esteban Masson Daniel Serra                  | Ferrari F154CB 3.9 L Turbo V8    | M      | 232    | +17 ronden       |
| 27   | LMGTE Am | 77  | Dempsey-Proton Racing     | Julien Andlauer Christian Ried Mikkel O. Pedersen           | Porsche 911 RSR-19               | M      | 231    | +18 ronden       |
| 27   | LMGTE Am | 77  | Dempsey-Proton Racing     | Julien Andlauer Christian Ried Mikkel O. Pedersen           | Porsche M97/80 4.2 L Flat-6      | M      | 231    | +18 ronden       |
| 28   | LMGTE Am | 33  | Corvette Racing           | Nick Catsburg Ben Keating Nicolás Varrone                   | Chevrolet Corvette C8.R          | M      | 231    | +18 ronden       |
| 28   | LMGTE Am | 33  | Corvette Racing           | Nick Catsburg Ben Keating Nicolás Varrone                   | Chevrolet LT6 5.5 L V8           | M      | 231    | +18 ronden       |
| 29   | LMGTE Am | 86  | GR Racing                 | Ben Barker Riccardo Pera Michael Wainwright                 | Porsche 911 RSR-19               | M      | 231    | +18 ronden       |
| 29   | LMGTE Am | 86  | GR Racing                 | Ben Barker Riccardo Pera Michael Wainwright                 | Porsche M97/80 4.2 L Flat-6      | M      | 231    | +18 ronden       |
| 30   | LMGTE Am | 83  | Richard Mille AF Corse    | Luis Pérez Companc Alessio Rovera Lilou Wadoux              | Ferrari 488 GTE Evo              | M      | 231    | +18 ronden       |
| 30   | LMGTE Am | 83  | Richard Mille AF Corse    | Luis Pérez Companc Alessio Rovera Lilou Wadoux              | Ferrari F154CB 3.9 L Turbo V8    | M      | 231    | +18 ronden       |
| 31   | LMGTE Am | 56  | Project 1 - AO            | Matteo Cairoli P.J. Hyett Gunnar Jeannette                  | Porsche 911 RSR-19               | M      | 230    | +19 ronden       |
| 31   | LMGTE Am | 56  | Project 1 - AO            | Matteo Cairoli P.J. Hyett Gunnar Jeannette                  | Porsche M97/80 4.2 L Flat-6      | M      | 230    | +19 ronden       |
| 32   | LMGTE Am | 21  | AF Corse                  | Kei Cozzolino Franck Dezoteux Simon Mann                    | Ferrari 488 GTE Evo              | M      | 229    | +20 ronden       |
| 32   | LMGTE Am | 21  | AF Corse                  | Kei Cozzolino Franck Dezoteux Simon Mann                    | Ferrari F154CB 3.9 L Turbo V8    | M      | 229    | +20 ronden       |
| 33   | Hypercar | 4   | Floyd Vanwall Racing Team | Ryan Briscoe Esteban Guerrieri Tristan Vautier              | Vanwall Vandervell 680           | M      | 217    | +32 ronden       |
| 33   | Hypercar | 4   | Floyd Vanwall Racing Team | Ryan Briscoe Esteban Guerrieri Tristan Vautier              | Gibson GL458 4.5 L V8            | M      | 217    | +32 ronden       |
| NC   | LMGTE Am | 25  | ORT by TF                 | Ahmad Al Harthy Michael Dinan Charlie Eastwood              | Aston Martin Vantage AMR         | M      | 217    | Niet geklasseerd |
| NC   | LMGTE Am | 25  | ORT by TF                 | Ahmad Al Harthy Michael Dinan Charlie Eastwood              | Aston Martin M177 4.0 L Turbo V8 | M      | 217    | Niet geklasseerd |
| NC   | LMP2     | 10  | Vector Sport              | Gabriel Aubry Ryan Cullen Matthias Kaiser                   | Oreca 07                         | G      | 216    | Niet geklasseerd |
| NC   | LMP2     | 10  | Vector Sport              | Gabriel Aubry Ryan Cullen Matthias Kaiser                   | Gibson GK428 4.2 L V8            | G      | 216    | Niet geklasseerd |
| DNF  | LMGTE Am | 60  | Iron Lynx                 | Matteo Cressoni Alessio Picariello Claudio Schiavoni        | Porsche 911 RSR-19               | M      | 163    | Ziekte           |
| DNF  | LMGTE Am | 60  | Iron Lynx                 | Matteo Cressoni Alessio Picariello Claudio Schiavoni        | Porsche M97/80 4.2 L Flat-6      | M      | 163    | Ziekte           |

## Eindstanden na wedstrijd
Hypercar (coureurs)
| Pos | Coureur                                               | Punten |
| --- | ----------------------------------------------------- | ------ |
| 1   | Sébastien Buemi Brendon Hartley Ryō Hirakawa          | 172    |
| 2   | Mike Conway Kamui Kobayashi José María López          | 145    |
| 3   | Antonio Fuoco Miguel Molina Nicklas Nielsen           | 120    |
| 4   | James Calado Antonio Giovinazzi Alessandro Pier Guidi | 114    |
| 5   | Earl Bamber Alex Lynn Richard Westbrook               | 72     |

Hypercar (constructeurs)
| Pos | Constructeur | Punten |
| --- | ------------ | ------ |
| 1   | Toyota       | 217    |
| 2   | Ferrari      | 161    |
| 3   | Porsche      | 99     |
| 4   | Cadillac     | 79     |
| 5   | Peugeot      | 67     |

Hypercar (teams)
| Pos | Nr | Constructeur       | Punten |
| --- | -- | ------------------ | ------ |
| 1   | 38 | Hertz Team Jota    | 163    |
| 2   | 99 | Proton Competition | 45     |

LMP2 (coureurs)
| Pos | Coureur                                      | Punten |
| --- | -------------------------------------------- | ------ |
| 1   | Rui Andrade Louis Delétraz Robert Kubica     | 173    |
| 2   | Albert Costa Fabio Scherer Jakub Śmiechowski | 114    |
| 3   | Philip Hanson Frederick Lubin                | 104    |
| 4   | Robin Frijns Sean Gelael Ferdinand Habsburg  | 94     |
| 5   | Oliver Jarvis Josh Pierson                   | 92     |

LMP2 (teams)
| Pos | Nr | Team                      | Punten |
| --- | -- | ------------------------- | ------ |
| 1   | 41 | Team WRT                  | 173    |
| 2   | 34 | Inter Europol Competition | 114    |
| 3   | 22 | United Autosports         | 104    |
| 4   | 31 | Team WRT                  | 94     |
| 5   | 23 | United Autosports         | 92     |

LMGTE Am (coureurs)
| Pos | Coureur                                           | Punten |
| --- | ------------------------------------------------- | ------ |
| 1   | Nick Catsburg Ben Keating Nicolás Varrone         | 173    |
| 2   | Sarah Bovy Rahel Frey Michelle Gatting            | 118    |
| 3   | Francesco Castellacci Thomas Flohr Davide Rigon   | 91     |
| 4   | Julien Andlauer Christian Ried Mikkel O. Pedersen | 80     |
| 5   | Ahmad Al Harthy Michael Dinan Charlie Eastwood    | 65     |

LMGTE Am (teams)
| Pos | Nr | Team                  | Punten |
| --- | -- | --------------------- | ------ |
| 1   | 33 | Corvette Racing       | 173    |
| 2   | 85 | Iron Dames            | 118    |
| 3   | 54 | AF Corse              | 91     |
| 4   | 77 | Dempsey-Proton Racing | 80     |
| 5   | 25 | ORT by TF             | 65     |